# 安藤豊 (写真家)
安藤 豊（あんどう ゆたか、1962年11月17日 - ）日本の写真家。公益社団法人日本写真家協会所属。
千葉県銚子市出身。1980年、中村由信に師事。1982年よりフリーランス。
主に雑誌のグラビア頁にルポルタージュ、ドキュメンタリー写真、風景・風土を掲載。多くの著名人も撮影している。
ルポルタージュの他に、フイルム写真とデジタル写真の双方に精通した、微細な光を生かした風景作品もある。
2000年3月には千葉県の花見川区に株式会社マイスター・コミュニケーションを設立。オリンパスデジタルアカデミーの講師を経験。テレビCS放送の『写真の楽しみ方』などにも出演。
公益社団法人日本写真家協会JPS（会員）1998～　'99～総務委員、'02～'05総務委員長、'01～'08JPS展委員（'06JPS展委員長）を兼務・歴任、'07～フォトフォーラム　プロジェクトリーダーを務める。